# Güdəyli
Güdəyli è un comune dell'Azerbaigian situato nel distretto di İsmayıllı.